# Gorenja Ravan
Gorenja Ravan je naselje u slovenskoj Općini Gorenjoj vasi - Poljane. Gorenja Ravan se nalazi u pokrajini Gorenjskoj i statističkoj regiji Gorenjskoj. 

## Stanovništvo
Prema popisu stanovništva iz 2002. godine naselje je imalo 19 stanovnika.